# 村田武雄 (音楽評論家)
村田 武雄（むらた たけお、1908年9月30日 - 1997年3月16日）は、音楽評論家・国立音楽大学名誉教授。東京都出身。

## 人物
1950年代から1980年代にかけて、クラシック音楽に関する書籍などを多数執筆し、その普及につとめた。海外の音楽関連の書籍の翻訳なども手がけている。晩年は、当時の音楽評論家の代表格として数えられる存在だった。
堀内敬三の後を受けてNHKラジオ第1放送のクラシック音楽専門の番組「音楽の泉」2代目パーソナリティとして、1959年度から1987年度まで、延べ30年近くの長きにわたって担当したことで知られた。永井荷風と疎開先の岡山で知り合った。また、慶應義塾大学・国立音楽大学などでは、教授として音楽史について教鞭を執っていた。

## 経歴
慶應義塾大学卒業。1935年慶應義塾大学助教授。1966年、国立音楽大学教授。1997年3月16日、急性肺炎により逝去。88歳没。
葬儀はカトリック式により、カトリック関口教会で営まれ、慶應義塾大学の教授であった経済学者の福岡正夫が葬儀委員長を務めた。

## 出版物
CD
- オイストラフ・イン・ジャパン1955

書籍
- 『バッハ』（1950年 音楽之友社）
- 『レコード音楽入門』（1950年 千代田書房）
- 『レコードは招く』（1950年 名曲堂）
- 『音楽絵物語』（1951年 名曲堂）
- 『名演奏家』（1951年 千代田書房）
- 『音楽鑑賞序説』（1952年 新教育協会）
- 『音楽の享受』（1952年 全音楽譜出版社）
- 『音楽芸術論』（1953年 音楽之友社）
- 『レコードの選択と鑑賞-続・レコードのある部屋』（1958年 音楽之友社　レコード芸術新書）
- 『世界の名曲をたずねて』講談社　母と子の音楽教室 1964
- 『音楽の流れ-若い人のための音楽入門』（1969年 音楽之友社）
- 『音楽の生活』（1969年 音楽之友社）
- 『音楽を生きる』（1969年 日本放送出版協会）
- 『葦の笛-音楽随想』（1982年 音楽鑑賞教育振興会）
- 『音と心の旅』（1989年 朝日文庫

### 山本直純共編
- 『随想・名曲の森』全3巻（1977-78年 集英社）

### 翻訳
- Charles Sanford Terry『バツハ音楽栞』名曲堂　1935
- エイダ・B・ティージェン『ういんな・わるつ物語』レコード音楽社、1942（1952年 音楽之友社）
- ロマン・ロラン『ヘンデル 生涯と芸術』玄同社　1946
- ブルーノ・ワルター『マーラー人と芸術』（1960年 音楽之友社）
- ウィルフレッド・ダンウェル『音楽文化史-音楽とヨーロッパ精神』渡辺學而、吉田裕子共訳（1968年 筑摩書房）
- テレンス・ドワイヤー『音楽鑑賞教育法』（1973年 音楽鑑賞教育振興会）
- エイダ・B・ティージェン『美しく青きドナウ―ヨハン・シュトラウスの生涯』（1973年 ホーチキ商事出版部）

レコード
- 世界音楽全集
  - 第6集 ベートーヴェン1（解説著）